# Erich Šefčík
Erich Šefčík (* 2. Juli 1945 in Kravaře; † 15. Oktober 2004 in Opava) war ein tschechischer Archivar, Historiker, Numismatiker, Organisator heimatkundlicher Arbeit und ein Experte für Geschichte Schlesiens, vor allem des Teschener Landes.

## Leben
Er studierte Archivkunde an der Philosophischen Fakultät der Universität Brno (1963–1968); 1973 promovierte er an der Universität in Ollmütz. Zwischen 1968 und 1977 arbeitete er in verschiedenen Archiven, 1977 bis 1996 im Schlesischen Museum in Opava. Im Jahr 1996 gründete er das Schlossmuseum in Kravaře. Hier arbeitete er bis zu seinem Tode. Er war auch tätig als externer Pädagoge an der Universität Ostrava. Nach 1989 wurde er Stadtrat in Kravaře.

## Ausgewählte Publikationen
- mit Němec Emerich: Listinář Těšínska. Sbírka listinného materiálu k dějinám knížectví Těšínského 1571–1600. Okresní vlastivedný ústav, Český Těšín 1978.
- mit Němec Emerich: Listinář Těšínska. Sbírka listinného materiálu k dějinám knížectví Těšínského 1601–1614. Okresní vlastivedný ústav, Český Těšín 1981.
- Pečeti těšínských Piastovců. Klub genealogů a heraldiků Ostrava při domě kultury pracujících Vítkovic železáren a strojíren Klementa Gottwalda, Ostrava 1982.
- mit Němec Emerich: Listinář Těšínska. Sbírka listinného materiálu k dějinám knížectví Těšínského 1615–1625. Vlastivědné muzeum okresu Karviná, Český Těšín 1984.
- Listinář Těšínska. Sbírka listinného materiálu k dějinám knížectví těšínského. Svazek 10: 1625–1652. Vlastivědné muzeum okresu Karviná, Český Těšín 1986.
- mit Bittner Eustach: Faleristická sbírka Slezského muzea v Opavě. Slezské muzeum, Opava 1988.
- als Herausgeber: Zemské zřízení Těšínského knížectví z konce 16. století (= Studie o Těšínsku. 17). Muzeum Těšínska, Český Těšín 2001, ISBN 80-902355-9-X.

## Biographie
- Jiří Hanzal, Ondřej Šefčík (Hrsg.): Sršatý Prajz. Erich Šefčík (1945–2004). Sborník k nedožitým 65. narozeninám historika a archiváře. NLN – Nakladatelství Lidové noviny, Prag 2010, ISBN 978-80-7422-033-3.
- Jaroslava Hoffmannová, Jana Pražáková: Biografický slovník archivářů českých zemí. Nakladatelství Libri, Prag 2000, ISBN 80-7277-023-3, S. 621–622.
- Karel Müller: Šefčík Erich. In: Milan Myška (Hrsg.): Biografický slovník Slezska a severní Moravy. Sešit 20 = Nová řada, Sešit 20. Ostravská Univerzita, Ostrava 2006, ISBN 80-7368-169-2, S. 116–119.
- Jaroslav Pánek, Petr Vorel et al. (Hrsg.): Lexikon současných českých historiků. Historický ústav Akademie věd České republiky – Sdružení historiků České republiky (Historický klub) u. a., Prag u. a. 1999, ISBN 80-85268-84-1, S. 296–297.
- Zdeněk Petráň, Pavel Radoměrský: Ilustrovaná encyklopedie české, moravské a slezské numismatiky. Nakladatelství Libri, Prag 2001, ISBN 80-7277-067-5, S. 210.